# Jan Ryniak
Jan Ryniak (ur. 26 lutego 1963 w Sanoku) – polski tenisista, hokeista, trener i sędzia hokejowy.

## Życiorys i kariera
- Stal Sanok / STS Sanok (1980-1992, 1994-)

Początkowo trenował równolegle hokej na lodzie w strukturze sekcji Stali Sanok i tenis ziemny w klubie SKT Sanok; startując jako tenisista w kategorii młodzika i juniora na turniejach ogólnopolskich i spartakiadach (jego trenerami byli Eugeniusz Czerepaniak i Stefan Tarapacki). W 1976 wygrał Mistrzostwa Okręgu Młodzików w Przemyślu (w finale pokonał swojego klubowego kolegę Zbigniewa Milczanowskiego, który także został hokeistą Stali Sanok). W czerwcu 1978 na turnieju w Łańcucie dotarł do finału mistrzostw okręgu juniorów. 
Podjął treningi hokeja na lodzie będąc uczniem piątej klasy o profilu sportowym w Szkole Podstawowej nr 4 w Sanoku, położonej tuż obok lodowiska Torsan. Znalazł się w grupie szkolonej przez trenera Tadeusza Glimasa. Początkowo uprawiał jednocześnie obie dyscypliny, później skupił się na hokeju. Kształcił się w Zespołu Szkół Mechanicznych w Sanoku, gdzie w 1981 uzyskał zawód kierowcy mechanika pojazdów samochodowych. Na początku 1979 został powołany do reprezentacji Polski do lat 18 na mecz z Czechosłowacją. W 1980 został włączony przez czechosłowackiego trenera Stali Sanok do seniorskiej drużyny w II lidze. W edycji 1981/1982 został uznany za zawodnika, który poczynił największe postępy w drużynie Stali. Zostały także dostrzeżone jego występy w sezonie 1981/1982 Mistrzostw Polski juniorów, po których otrzymał powołanie do reprezentacji Polski do lat 20. W sezonie 1986/1987 był drugim punktującym Stali w klasyfikacji kanadyjskiej (29 punktów za 15 goli i 14 asyst). W połowie 1988 został grającym asystentem I trenera Stali, Jerzego Rożdżyńskiego i kapitanem zespołu na sezon 1988/1989. W edycji II ligi 1989/1990 nadał był grającym asystentem trenera Rożdżyńskiego. Następnie grał w kontynuatorze Stali, Sanockim Towarzystwie Sportowym, z którym w sezonie 1991/1992 wywalczył awans do I ligi, po czym przerwał karierę. Wznowił ją po dwóch latach, przed ligowym sezonem 1994/1995. Po zakończeniu kariery zawodniczej został sędzią hokejowym.

## Osiągnięcia
Klubowe
- Awans do I ligi: 1992 z STS Sanok

Indywidualne
- II liga polska w hokeju na lodzie (1991/1992):
  - Czwarte miejsce w klasyfikacji strzelców, asystentów i kanadyjskiej w drużynie STS w sezonie zasadniczym: 15 punktów (12 goli i 3 asysty)[18]